# Compuestos push-pull
Los compuestos push-pull son sistemas moleculares en los que ocurren efectos inductivos positivos y negativos en torno a un punto común de la molécula, que puede ser un doble enlace carbono-carbono o carbono-nitrógeno tal como ocurre en los alquenos push-pull o los azalquenos push-pull, por solo citar dos ejemplos. Los efectos inductivos positivos son ejercidos por grupos químicos electrodonores, entre los que se destacan los alquilmercaptos. Los efectos inductivos negativos son ejercidos por grupos químicos electroaceptores, entre los cuales se encuentran anillos aromáticos, grupos ciano, grupos carbonilo, etcétera. El término push-pull es de origen inglés; push significa empujar, lo cual quiere decir que en este tipo de moléculas se observa un efecto de introducción de electrones a un doble enlace (efecto inductivo positivo); pull significa sacar, por lo que también se verifica el efecto contrario, o sea, de extracción de electrones de un doble enlace (efecto inductivo negativo). Estos efectos originan una alta reactividad, lo cual posibilita que los compuestos push-pull sean importantes intermediarios en la síntesis orgánica.

## Características generales de los sistemas o compuestos push-pull
En los compuestos push-pull se presenta con mucha facilidad el fenómeno de la isomerización debido a que la barrera de energía potencial para la que se produce rotación es aproximadamente 40 kJ/mol, y está en el orden de la barrera de energía potencial de los alcanos (5-30 kJ/mol). Esto indica que el doble enlace tiene características de un simple enlace, o sea, que la molécula existe en forma de dos híbridos de resonancia que contribuyen a una misma estructura.
Estructuras resonantes de los sistemas push-pull
Existe un equilibrio entre dos estructuras resonantes, una con localización relativamente estática del contenido de cargas y del doble enlace carbono-carbono y otra que se caracteriza por la deslocalización del doble enlace y las cargas positiva y negativa, razón por la cual esta es la más estable. La carga positiva se estabiliza por la acción de los grupos electrodonores y la negativa por la acción de los grupos electroaceptores, esto trae como consecuencia un efecto compensatorio en ambos casos.
Los sistemas push-pull se caracterizan por una alta reactividad frente a reactivos nucléofilos, debido a la elevada polarización que el efecto combinado de los grupos electrodonores y electroaceptores sustituyentes del doble enlace ejercen sobre el mismo. Esta característica es muy evidente en los alquenos y azalquenos de tipo push-pull.
Importancia sintética de los sistemas push-pull
Mediante el ataque nucleofílico a compuestos push-pull pueden obtenerse diversos tipos de estructuras heterocíclicas de altas potencialidades bioactivas. Esto proporciona grandes ventajas desde el punto de vista sintético pues las reacciones ocurren, por lo general en solo paso de síntesis. Los sistemas push-pull constituyen, por lo tanto, materias primas ideales para síntesis de compuestos con actividad biológica.
Resultados sintéticos obtenidos mediante el empleo de compuestos push-pull
El primer reporte sobre la síntesis de sistemas push-pull fue realizado en 1962 por Gompper. Este autor alemán sintetizó los sistemas push-pull a partir de la utilización de ditiolatos formados mediante la reacción en medio básico de compuestos CH-ácidos con disulfuro de carbono.  Dieter  desarrolló varios métodos de obtención de alquenos push-pull a partir de CH-ácidos, utilizando, para el caso de las cetonas el KOH, hidruro de sodio y t-amilato de sodio como base para la formación de los ditiolatos que posteriormente reaccionan con el haluro de alquilo. Rudorf realizó algunos trabajos donde concluyó que en los acilacetonitrilos la formación de azalquenos push-pull está favorecida cuando se utiliza el sistema hidruro de sodio-dimetilsulfóxido en condiciones anhidras. Mediante el empleo de este procedimiento, Rudorf logró aislar el 2-(fur-2-oil)-3,3-bis(metiltio) acrilonitrilo utilizando una atmósfera inerte y tiempos de reacción de cuatro horas. Este compuesto posee las características estructurales anteriormente mencionadas para los sistemas push-pull que presentan una acción combinada de grupos electrodonores y electroaceptores sobre un doble enlace, lo que genera un alto nivel de polaridad en la molécula. 
Esta tipología estructural ha permitido utilizar al disulfuro de carbono en reacciones de sustitución nucleofílica frente a CH-ácidos y N-nucleófilos que han conducido, en su mayoría, a la obtención de heterociclos y donde este cetén-S,S-acetal aporta tres eslabones al ciclo formado.
Almeida realizó un amplio trabajo de funcionalización sintética del furoilacetonitrilo efectuando modificaciones importantes a la técnica propuesta por Rudorf para la obtención de cetenes-S,S-acetales, utilizando dimetilformamida en vez de dimetilsulfóxido y el hidróxido de sodio en lugar del hidruro de sodio, logrando reducir el tiempo de reacción a sólo 90 minutos con rendimientos brutos del 76 %. Este investigador cubano utilizó este mismo procedimiento pero empleando cloroformiato de etilo en lugar del agente alquilante para obtener 1,3-ditietanos push-pull, logrando rendimientos similares a los del autor alemán (54 %) pero con las ventajas de utilizar reactivos de menor costo y lograr, nuevamente, una notable reducción del tiempo de reacción a 90 minutos en comparación con las 12 horas reportadas por Rudorf.